# Donato Velluti
Donato Velluti (* 6. Juli 1313 in Florenz; † 1370 ebenda) war ein florentinischer Politiker und Chronist.

## Leben
Velluti kam 1313 als Sohn einer der einflussreichsten Adelsfamilien von Florenz zur Welt. Die Familie stammte ursprünglich aus Semifonte (bei Poggibonsi) und hatte es in der zweiten Hälfte des 13. Jahrhunderts durch lukrativen Handel mit Niederlassungen unter anderem in Paris und London zu einigem Wohlstand gebracht. Nach einem Rechtsstudium von 1329 bis 1338 in Bologna kehrte Velluti nach Florenz zurück und bekleidete verschiedene öffentliche Ämter, bevor er 1351 zum Gonfaloniere di Giustizia, also zum Staatschef der Republik Florenz und Oberkommandierenden der Armee, ernannt wurde. Diesen Posten behielt er bis zu seinem Tod im Jahre 1370.
Von 1367 bis zu seinem Tod verfasste Velluti La Cronica domestica, in der er in drei Bänden die Geschichte seiner Familie schildert.